# オースタル
オースタル（Austal）とは、高速船の設計と建造を得意とするオーストラリアの造船メーカーである。

## 概要
西オーストラリア州パース近郊のヘンダーソンと、アメリカ合衆国アラバマ州モービルに5つの造船所を有しており、商用・軍用・レジャー用の高速船やヨットを製造している。

## 主な建造船[1]
- 商用
  - マリンビュー：熊本フェリー
  - スピーダー：ダイヤモンドフェリー　など
  - クイーンビートル：JR九州高速船

- 軍用
  - アーミデール級哨戒艇（Armidale class patrol boat）：オーストラリア海軍
  - インディペンデンス級沿海域戦闘艦（Independence-class littoral combat ship）：アメリカ海軍
  - スピアヘッド級遠征高速輸送艦（Spearhead-class expeditionary fast transport）：アメリカ海軍
  - ウエストパック・エクスプレス（MV WestPac Express，HSV-4676）：アメリカ海兵隊　など

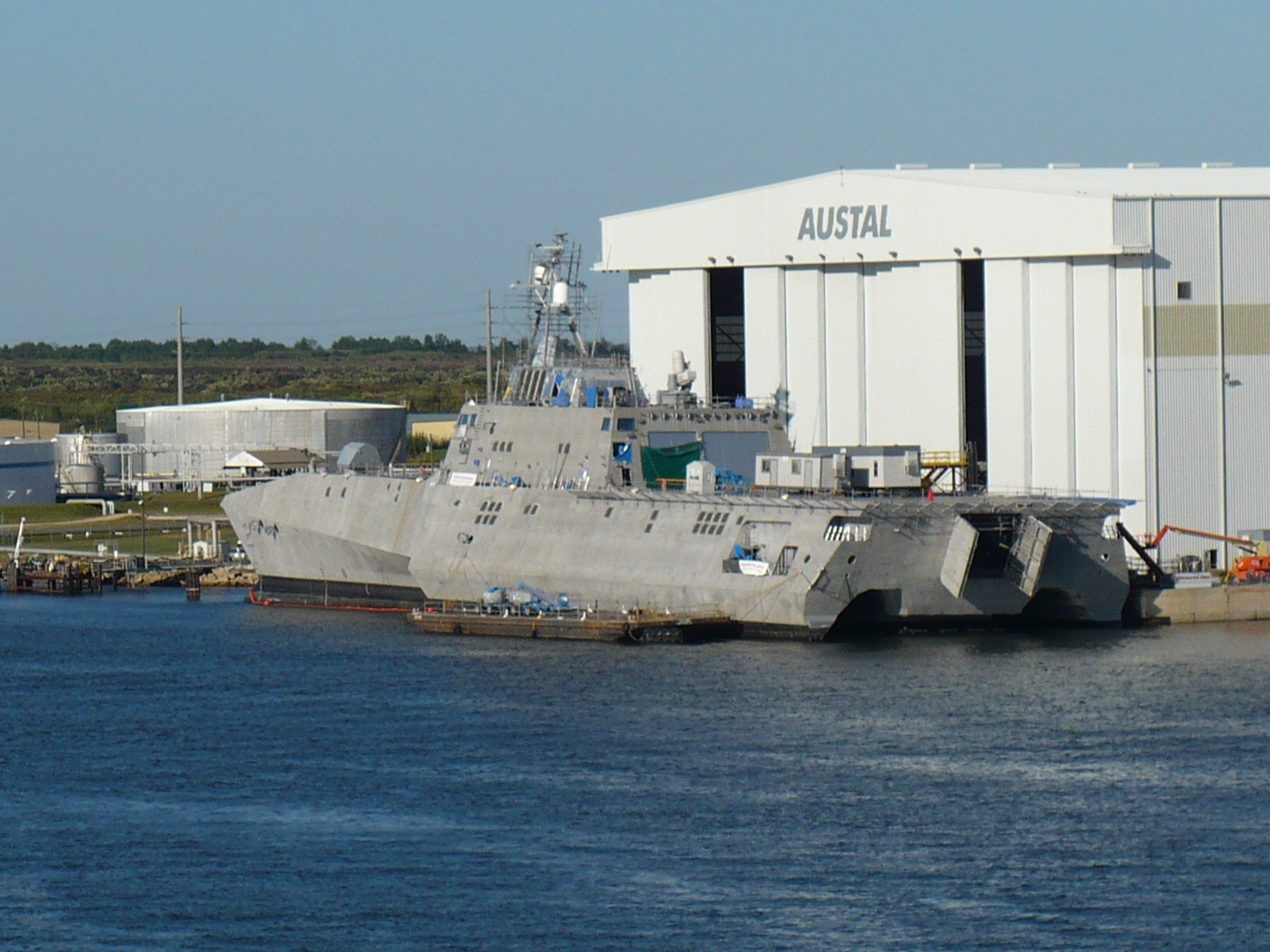
オースタル・モービル造船所のUSSインディペンデンス